# Armentières-en-Brie
Armentières-en-Brie – miejscowość i gmina we Francji, w regionie Île-de-France, w departamencie Sekwana i Marna.
Według danych na rok 2010 gminę zamieszkiwało 1405 osób, a gęstość zaludnienia wynosiła 193 osób/km².